# Strobe Lights
Strobe Lights – singel belgijskiego piosenkarza Red Sebastiana wydany 25 stycznia 2025 roku nakładem wytwórni CNR Music. Kompozycja będzie reprezentować Belgię w 69. Konkursie Piosenki Eurowizji (2025).

## Tło i kompozycja
Utwór został napisany przez samego wokalistę we współpracy z Astrid Roelants, Billie Bentein oraz Willemem Vanderstichelem który odpowiadał za produkcję. Piosenkarz w wywiadzie zapytany o opisanie przekazu swojego utworu stwierdził: „Opisałbym to jako błyskotliwe, euforyczne i wielkie przeżycie. Wychodzisz z przyjaciółmi, nie wiedząc dokąd zaprowadzi cię noc ani kiedy i gdzie się skończy. To właśnie wtedy przeżywa się najwięcej radosnych i niezapomnianych chwil. Po prostu cieszysz się życiem i czerpiesz z niego jak najwięcej”. Fińska dziennikarka Eva Frantz pracująca dla nadawcy Yle określiła utwór „zmysłową i mroczną piosenką taneczną”.

## Konkurs Piosenki Eurowizji
12 maja 2024 belgijski nadawca VRT potwierdził swój udział w konkursie oraz poinformował, że wybierze swojego reprezentanta za pośrednictwem krajowych eliminacji Eurosong. W celu wyłonienia kandydatów do preselekcji stacja skontaktowała się z wytwórniami muzycznymi którzy zaproponowali uczestników. 13 stycznia 2025 utwór zakwalifikował się do stawki preselekcji. 1 lutego 2025 utwór zwyciężył finał preselekcji uzyskując łączną ilość 423 punktów w głosowaniu jurorów oraz telewidzów, otrzymując tym samym prawo do reprezentowania Belgii w Konkursie Piosenki Eurowizji 2025. Utwór został zaprezentowany podczas pierwszego półfinału jako dziewiąty w kolejności, jednak nie zakwalifikował się do finału.

## Notowania
| Kraj   | Lista (2025)                   | Najwyższa pozycja |
| ------ | ------------------------------ | ----------------- |
| Belgia | Ultratop 50 Singles (Flandria) | 5                 |
| Litwa  | Singlų Top 100                 | 88                |